# Francisco de Vitoria
Francisco de Vitoria (hoặc Victoria), OP (khoảng 1483, Burgos - 12 tháng 8 năm 1546, Salamanca), là một nhà triết học, nhà thần học và nhà luật học Công giáo Rôma Phục sinh Tây Ban Nha. Ông là người sáng lập của truyền thống triết học được gọi là Trường phái Salamanca, được người ta đặc biệt biết đến cho những đóng góp của ông cho lý thuyết về chiến tranh công bằng và luật quốc tế. Trong quá khứ ông đã được một số học giả mô tả là một trong những "Cha đẻ của luật pháp quốc tế", cùng với Alberico Gentili và Hugo Grotius, mặc dù các học giả hiện đại cho rằng một sự mô tả như thế đã lỗi thời, vì khái niệm của luật pháp quốc tế không thật sự phát triển cho đến mãi sau này. Nhà luật học Mỹ Arthur Nussbaum lưu ý rằng Vitoria là "người đầu tiên đặt ra các khái niệm (mặc dù không phải là điều kiện) về tự do thương mại và tự do trên biển.". Vì quan niệm của Vitoria về một "nền cộng hòa của toàn thế giới" (res publica totius orbis) gần đây ông đã được mệnh danh là "người sáng lập của nền triết học chính trị toàn cầu".

## Tiểu sử
Vitoria có tổ tiên converso Do Thái và lớn lên ở Burgos, là con trai của ông Pedro de Vitoria, của Alava, và bà Catalina de Compludo, cả hai đều xuất thân gia đình quý tộc.
 Ông trở thành dòng Đa Minh năm 1504, và học hành ở College Saint-Jacques ở Paris, nơi ông đã chịu ảnh hưởng bởi tác phẩm của Desiderius Erasmus. Ông đã đi giảng dạy thần học từ năm 1516 (dưới những ảnh hưởng của Pierre Crockaert và Thomas Cajetan). Năm 1522, ông quay về Tây Ban Nha giảng dạy thần học tại trường Cao đẳng Saint Gregory tại Valladolid, nơi nhiều người Dominica trẻ đang dược đào tạo cho công tác truyền giáo ở Tân thế giới. Năm 1524, ông được bầu làm Chủ tịch thần học tại Đại học Salamanca, nơi ông có công trong việc đẩy mạnh học thuyết Thomas (triết học và thần học của St. Thomas Aquinas). Francisco qua đời tháng 8 năm 1546.